# VSS Vintorez狙擊步槍
VSS（俄语：Винтовка Снайперская Специальная，羅馬化：Vintovka Snayperskaya Spetsialnaya，直译：「特種狙擊步槍」，GRAU编号6P29），又名Vintorez（直译：「螺紋剪裁機」），是一款使用9×39毫米亚音速弹药的消音狙击步枪。该枪由蘇聯工业设计局中央精密工程研究所（羅馬化：TsNIITochMash）于20世纪80年代末设计。

## 歷史及設計
VSS Vintorez是一種幾乎无枪口焰的消音短距離狙擊步槍，可以进行全自动射击。9x39毫米子彈的特点是弹头重、初速低，在子弹初速维持在亚音速的同时保证了枪口动能，經過VSS Vintorez整合式抑制器（integral sound supressor）降低初速之後仍然具有擊穿凯夫拉防彈背心的能力。整合式抑制器是指抑制器属于槍管的一部分而非枪支的配件；一般來說抑制器為「額外加裝」在槍口前用來降低擊發時的噪音與火焰，而整合式抑制器為製造槍管時已經將抑制器的部位與功能列入製造程序，因此當槍管製造完工時就已經具備降低擊發噪音與火焰的能力，不需要再「額外加裝」抑制器了。具有類似設計的轻武器還有HK MP5SD。
由於VSS Vintorez被定位為特种任務（discreet operation）武器，因此它可以分解成三大部分，並且放進450×370×140毫米的盒子內，同時附有兩個彈匣、PSO-1光学瞄准镜以及NSPU-3夜視瞄準鏡。
AS VAL与VSS的结构原理是完全一样的，只是VSS取消了独立小握把，改为框架式的木制运动型枪托，枪托底部有橡胶底板。VSS与AS VAL的弹匣通用，但VSS标配的是10发弹匣。
因為彈頭重下墜嚴重，VSS並不適用於遠距離狙擊，據官方說法為摸哨用，被敵人發現也能迅速調整為全自動模式來應對。

## 使用
该枪自1980年代投入使用，在车臣共和国作戰的俄罗斯特种部队经常使用这种武器，其中更有部份流入車臣武裝組織手上。2004年別斯蘭人質危機中俄罗斯特种部队亦有採用。

## 衍生型
- VSSM Vintorez（6P29M）：現代化版本，配備30發彈匣與附有皮卡汀尼導軌的防塵蓋及護木。2018年開始交付部隊使用。

## 仿製
2020年，美國民間槍械生產商Slagga製作了VSS Vintorez的直接仿製版Slagga Viska，並準備在未來面向市場銷售。

## 使用國

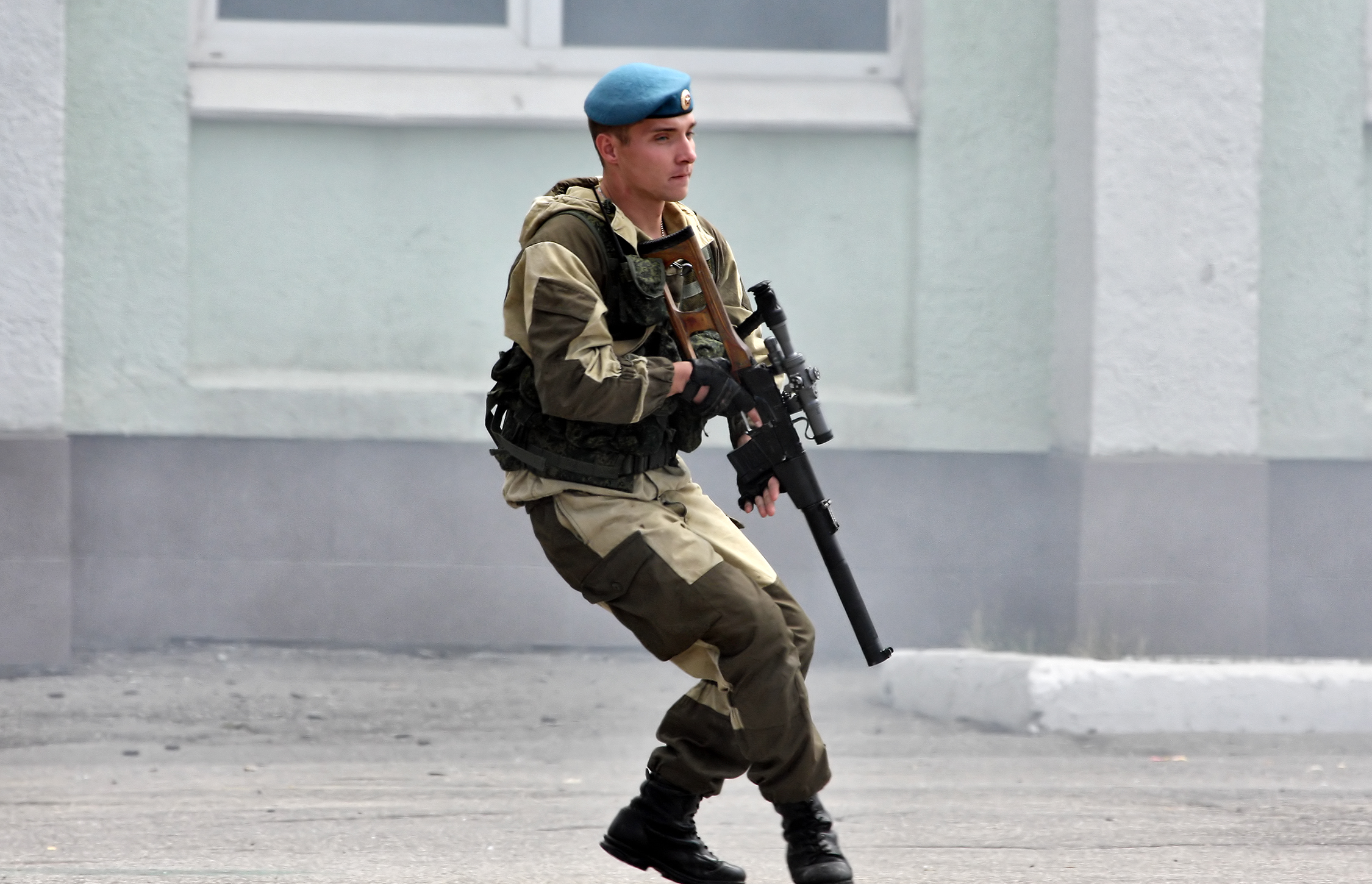
俄羅斯空降軍士兵手持VSS Vintorez

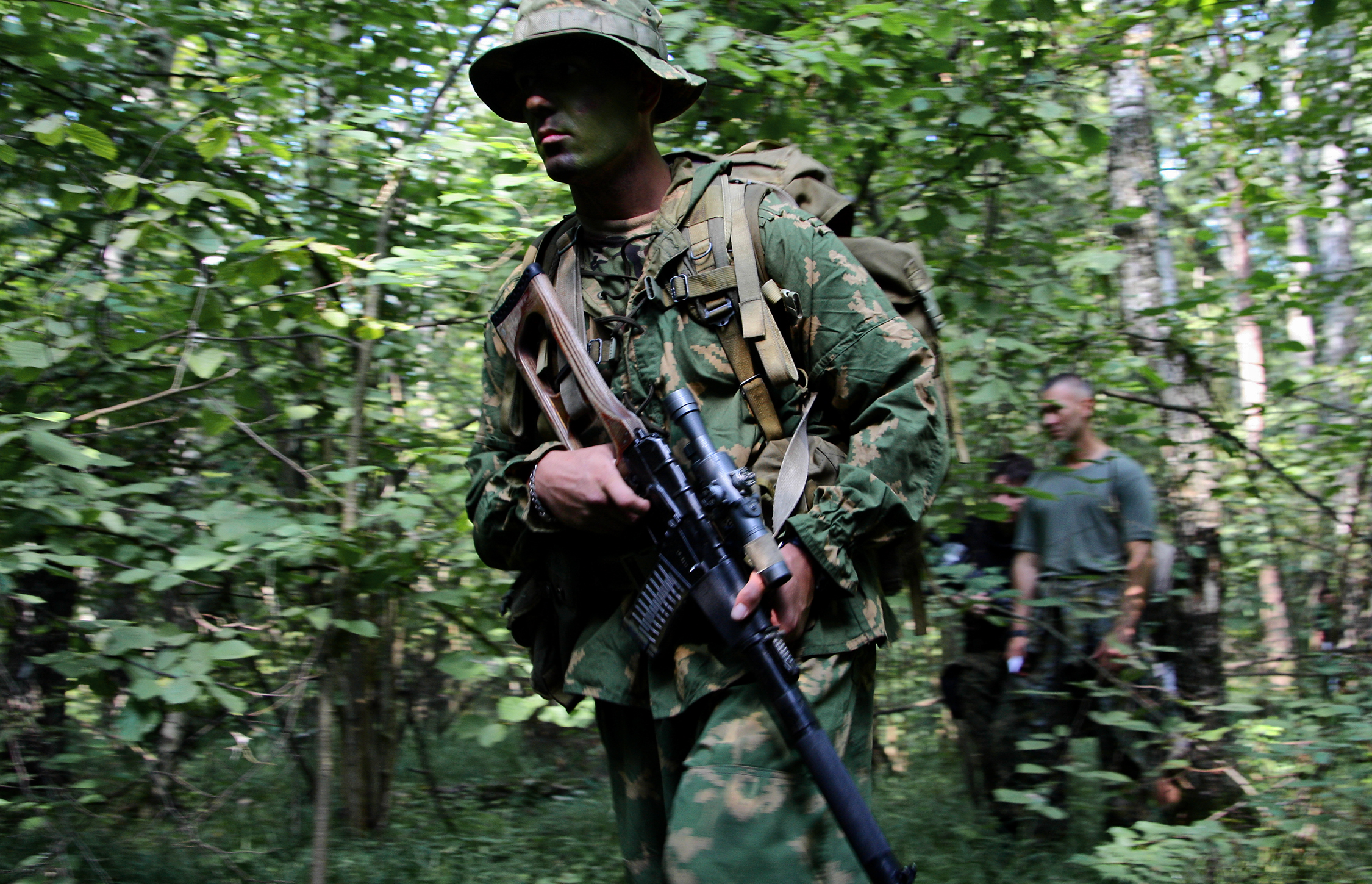
俄羅斯空降軍第45獨立近衛特別用途旅的隊員手持VSS Vintorez

- 亞美尼亞
- 白俄羅斯
- 印度
- 约旦[1]
- 俄羅斯
  - 俄羅斯聯邦武裝力量
  - 俄羅斯聯邦安全局
  - 俄羅斯聯邦國家近衛軍
  - 俄羅斯聯邦內務部
  - 俄羅斯聯邦麻藥管制局（英语：Federal Drug Control Service of Russia）
- 叙利亚
- 乌克兰
  - 烏克蘭安全局：2000年代從俄羅斯購入，後來因9×39mm彈藥短缺而在2014年退役。
  - 烏克蘭武裝力量：2022年俄羅斯入侵烏克蘭期間自俄軍繳獲了一些VSS和VSSM並投入使用[2][3][4]

### 前使用國
- 苏联

## 流行文化

### 電子遊戲
- 2007年—《戰地之王》：命名为“VSS”，使用10發彈匣供彈。
- 2007年—：命名為「Vintar BC」，預設配備PSO-1光學瞄準鏡。奇怪地第一人稱視角的武器模組採用鏡像佈局（拋殼口、射擊選擇桿及拉機柄都在左邊）。
- 2008年—：預設配備PSO-1光學瞄準鏡。
- 2010年—：預設配備PSO-1光學瞄準鏡。
- 2012年—《战争前线》：命名为“VSS Vintoerz”，以華沙條約導軌加装导轨镜桥而非直接使用PSO-1光學瞄準鏡，为狙击手专用武器，使用10发弹匣供彈，可以改装战术导轨配件（狙击枪双脚架、特殊狙击枪双脚架）以及瞄准镜（狙击枪5.5x瞄准镜、狙击枪4.5x中程瞄准镜、狙击枪4x短程瞄准镜、狙击槍5x快速瞄准镜）。
  - 中国大陆服务器为专家解锁武器；俄罗斯服务器为K点武器；欧美服务器需要达到40级（中校1军衔）方可解锁并购买。
- 2013年—《2》：命名為「Valkyria」，預設配備機械瞄具。
- 2014年—《合約戰爭》
- 2015年—《未轉變者》：命名為“Matamorez”，分類為突擊步槍，等級為傳奇等級槍枝，使用17發彈匣（装备专有的扩容弹夹后可提升载弹量至25发）供彈，可以改瞄準鏡以及戰術導軌配件。
- 2016年—《逃離塔科夫》：可使用20发原装塑料弹匣或30发SR-3 Vikhr专用弹匣供彈，并可装上PSO-1瞄准镜或其他俄系瞄具、皮卡丁尼导轨前护木、侧镜轨等各种改装零件。
- 2017年—《絕地求生》：命名为“VSS狙击枪”，自帶四倍PSO-1光學瞄準鏡、消音器，使用10發彈匣（擴容20發）供彈。在遊戲中作為一枝狙擊步槍，可全自動射擊，可配備：所有狙擊步槍彈匣、托腮板。但由於在遊戲中彈道下墜嚴重，子彈初速慢（亞音速），並不適合狙擊，近距離單發傷害低，故成為冷門武器。
- 2017年—：命名為“Brezatelya”，預設配備PSO-1光學瞄準鏡，使用10發彈匣供彈。
- 2017年—《surviv.io》：命名為“VSS”。
- 2019年—《和平精英》：與電腦版遊戲《絕地求生》的版本相同。
- 2021年—《戰地風雲2042》：命名為“BSV-M”，預設配備PSO-1M3光學瞄準鏡。
- 2023年—《暗區突圍》：可使用10發，20發原裝塑料彈匣或30發等專用彈匣供彈，並可裝上俄系瞄具或其他瞄具，皮卡丁尼導軌前護木、側鏡軌等各種改裝零件。
- 2024年—《浩劫殺陣2：車諾比之心》：命名為「VS Vintar」。

### 動畫
- 2006年—：配備PSO-1光學瞄準鏡，由莫斯科酒店的狙擊手所使用。

### 小說
- 2014年—《刀劍神域外傳Gun Gale Online》：由“SHINC”小隊的“伊娃”所使用。